# An-My Lê
An-My Lê hay Lê Mỹ An theo báo chí tiếng Việt (sinh năm 1960 tại Sài Gòn, nay là Thành phố Hồ Chí Minh ) là giáo sư khoa nhiếp ảnh Trường Đại học Bard tại New York, và là nhiếp ảnh gia người Mỹ gốc Việt . Bà được biết đến với nhiều tác phẩm nghệ thuật về chủ đề chiến tranh và phong cảnh. Năm 2012, bà là một trong những người nhận giải MacArthur Fellowship, được xem là "giải thiên tài" của Mỹ. Công việc của bà được giới thiệu ở Whitney Biennial 2017.

## Tiểu sử
Sinh ra ở Sài Gòn năm 1960, nhiếp ảnh gia An My Lê cùng gia đình di cư đến Hoa Kỳ với tư cách "tị nạn chính trị"  vào năm 1975. Bà từng ở trại Pendleton rồi theo cha về Sacramento. Sau đó, vào năm 1985, bà lấy bằng tốt nghiệp (Cử nhân (BS) năm 1981 và thạc sĩ (MS) năm 1985) ngành Sinh học ở Viện Đại học Stanford và bằng thạc sĩ nghệ thuật (MFA) năm 1993 tại Viện Đại học Yale năm 1993.
Từ năm 1998, bà là giảng viên rồi là giáo sư khoa nhiếp ảnh tại Trường Đại học Bard tại New York.

## Hoạt động nghệ thuật
Các tác phẩm của An My Lê chủ yếu về các tác động, hậu quả và sự thể hiện chiến tranh. Bất kể ảnh màu hay trắng đen, tác phẩm của bà luôn mang lại sự căng thẳng giữa phong cảnh tự nhiên và sự chuyển hóa bạo lực vào các trận chiến. Với các bức ảnh chụp được, bà đã góp phần giúp con người nhận ra được bạo lực và sự vô nghĩa của chiến tranh.
Bà có các công trình nhiếp ảnh nổi tiếng như Việt Nam (giai đoạn năm 1994 đến năm 1998), mô tả nhiều ký ức chiến tranh và được "hòa giải" bằng phong cảnh thiên nhiên đầy sức sống; Small wars (Những cuộc chiến nhỏ) (giai đoạn năm 1999 đến năm 2002) và 29 palms (29 cây cọ), thể hiện cảnh lực lượng thủy quân lục chiến Mỹ đang tập trận để mô phỏng trận chiến ở Trung Đông.
Bà tiếp tục thực hiện dự án Events Ashore gần đây, bao gồm những tác phẩm chụp nhiều bờ biển và đại dương trên khắp thế giới để ghi lại nhiều hoạt động tuần tra, huấn luyện và viện trợ nhân đạo của Hải quân và Thủy quân lục chiến Mỹ nhằm mang lại một góc nhìn khác về chủ đề chiến tranh. Vào tháng 2 năm 2012, bà đã tổ chức triển lãm ảnh mang tên "Events Ashore" tại Sàn Art ở Thành phố Hồ Chí Minh.

## Giải thưởng
An My Lê có nhiều đóng góp trong lĩnh vực nghệ thuật với nhiều giải thưởng khác nhau. Bà từng nhận giải từ Quỹ John Simon Guggenheim Memorial Foundation (1997) và Quỹ New York Foundation for the Arts (1996).
Tháng 10 năm 2012, bà được nhận giải thưởng MacArthur Fellowship  (còn được gọi là "Genius grants" - "Thiên tài") có trị giá 500.000 USD là một trong những giải thưởng cao quý của Mỹ nhằm tôn vinh những cá nhân có cống hiến về hoạt động sáng tạo cho nhân loại. Theo trang web của Quỹ MacArthur thì bà là "một nhiếp ảnh gia tiếp cận các đối tượng của chiến tranh và phong cảnh từ những quan điểm mới để tạo ra hình ảnh mờ ranh giới giữa thực tế và viễn tưởng hư cấu và với ý nghĩa súc tích". Bà cho biết "Khi biết mình nhận được giải thưởng, tôi sung sướng tột độ. Tôi hy vọng công việc của tôi sẽ lột tả được bản chất của chiến tranh". Bà là người Mỹ gốc Việt thứ ba nhận giải này, sau giáo sư Huỳnh Sanh Thông và nhà khoa học Huỳnh Mỹ Hằng.

## Đánh giá
Nhiếp ảnh gia chiến trường Võ Trung Dung, người Pháp gốc Việt, cho biết nhận xét về bà như sau: Công trình nhiếp ảnh của An-My về chiến tranh khác biệt rất lớn với nghề nhiếp ảnh báo chí truyền thống như chúng tôi đang làm. Trong các tấm ảnh của bà, ta sẽ không thấy cảnh chiến tranh, những người cầm súng, những cảnh đau lòng. Công trình nhiếp ảnh của bà luôn là bên lề hoặc sau cuộc chiến mà trong nghề chúng tôi gọi là "định vị cuộc chiến". Kiểu tư liệu hình ảnh đó nằm ở ranh giới giữa tư liệu nhiếp ảnh và dàn dựng tưởng tượng. Những tấm ảnh của An-My không thể hiện cuộc chiến mà khơi gợi sự suy tư về chiến tranh. Theo góc độ cá nhân, tôi không thích lắm kiểu nhiếp ảnh chiến tranh đó nhưng tôi nghĩ rằng công việc của An-My đã góp phần giúp nhân loại suy nghĩ về chiến tranh, về bạo lực, về tính phi lý của chiến tranh. Điều đó cũng tốt quá đó chứ!.

## Các tác phẩm
- Việt Nam (1994-1998)
- Các cuộc chiến nhỏ (Small wars).[16][17]
- 29 cây cọ (29 Palms) (2003–2004) [18][19]
- Trap Rock [20]